# Barbara Petzold
Barbara Petzold (Hammerunterwiesenthal, 5 augustus 1955) is een voormalige langlaufster die uitkwam voor de voormalige DDR. In 1980 was zij de eerste Duitse langlaufster ooit die een gouden medaille won. Petzold was ook twee periodes voor de jeugdliga FDJ lid van de Oost-Duitse Volkskammer. Sinds 1990 is ze werkzaam als advocaat.
1952: Lydia Wideman ·
1956: Ljoebov Kosireva ·
1960: Maria Goesakova ·
1964: Klavdija Bojarskich ·
1968: Toini Gustafsson ·
1972: Galina Koelakova ·
1976: Raisa Smetanina ·
1980: Barbara Petzold ·
1984: Marja-Liisa Hämäläinen ·
1988: Vida Vencienė ·
1992: Ljoebov Jegorova ·
1994: Ljoebov Jegorova ·
1998: Larisa Lazoetina ·
2002: Bente Skari ·
2006: Kristina Šmigun ·
2010: Charlotte Kalla ·
2014: Justyna Kowalczyk ·
2018: Ragnhild Haga ·
2022: Therese Johaug
1956: Polkunen, Hietamies, Rantanen ·
1960: Johansson, Strandberg, Ruthström ·
1964: Koltsjina, Meksjilo, Bojarskich ·
1968: Aufles, Enger-Damon, Mørdre ·
1972: Moechatsjeva, Oljoenina, Koelakova ·
1976: Baldytsjeva, Amosova, Smetanina, Koelakova ·
1980: Rostock, Anding, Hesse-Schmidt, Petzold ·
1984: Nybråten, Jahren, Pettersen, Aunli ·
1988: Nagejkina, Gavriljoek, Tichonova, Reztsova ·
1992: Jegorova, Välbe, Smetanina, Lazoetina ·
1994: Jegorova, Välbe, Gavriljoek, Lazoetina ·
1998: Lazoetina, Danilova, Gavriljoek, Välbe ·
2002: Henkel, Bauer, Künzel, Sachenbacher ·
2006: Baranova, Koerkina, Tsjepalova, Medvedeva ·
2010: Skofterud, Johaug, Steira, Bjørgen ·
2014: Ingemarsdotter, Wikén, Haag, Kalla ·
2018: Østberg, Jacobsen, Haga, Bjørgen ·
2022: Stoepak, Neprjajeva, Sorina, Stepanova
- Gemeinsame Normdatei: 1216572801
- Virtual International Authority File: 6489159880871618540008